# Domagoj Proleta
Domagoj Proleta (Dubrovnik, 20. ožujka 1998.),  hrvatski košarkaški krilni centar. Visok je 207 cm. Godine 2012. bio je član hrvatske reprezentacije do 14 godina. Zanimanje za njega iskazalo je nekoliko europskih klubova. Bio je na probi u Joventutu iz Badalone, ali se u srpnju 2013. odlučio prihvatiti poziv Real Madrida. Tako je postao drugi Dubrovčanin u povijesti Real Madrida (nakon Ante Tomića). Prvo će igrati za mlađe uzraste rečenog kluba, pa ako se istakne dobit će priliku zaigrati za drugu i kroz par godina za prvu momčad.
U sezoni 2014./15. osvojio je kao igrač madridskog Reala juniorsku Euroligu. Time je nakon Maria Hezonje postao drugi igrač ponikao u Dubrovniku kojemu je to pošlo za rukom. Madridski Real je pobjednik Eurolige za igrače do 18 godina. U finalu završnog turnira odigranog u Madridu bio je bolji od beogradske Crvene zvezde sa 73:70, a do finala je dobio Romu, INSEP Paris i Rigu. Prije toga bio je najbolji na kvalifikacijskom turniru. Proleta je igrao u tri od četiri utakmice na završnom turniru te uspjehu Reala doprinio s 11 koševa, 3 skoka i 3 asistencije. U sezoni 2017./18. igrao je za KK Zagreb.
Igrao je u svih sedam utakmica hrvatske košarkaške reprezentacije do 20 godina, koja je osvojila srebro na Europskom prvenstvu 2018. godine. Posebno značajan je njegov doprinos u četvrtzavršnoj pobjedi protiv Italije 79:68, kada je ubacio 12 poena bez promašaja iz igre. Realizirao je svih pet udaraca, od čega oba za tricu.